# 枝葉海馬屬
枝葉海馬屬，為輻鰭魚綱棘背魚目海龍科的其中一屬。

## 下属物种
- 枝葉海馬（Phycodurus eques）